# Oksana Kashchyshyna
Oksana Mykhailivna Kashchyshyna (em ucraniano:  Оксана Михайлівна Кащишина; Dnipropetrovsk, 15 de fevereiro de 1978) é uma ex-ciclista olímpica ucraniana. Kashchyshyna representou sua nação nos Jogos Olímpicos de Verão de 2008, em Pequim, competindo na prova de estrada.